# Колелонго
Колелонго (итал. Collelongo) је насеље у Италији у округу Л'Аквила, региону Абруцо.
Према процени из 2011. у насељу је живело 1313 становника. Насеље се налази на надморској висини од 895 м.

## Становништво
| 1931. | 1936. | 1951. | 1961. | 1971. | 1981. | 1991. | 2001. | 2011. |
| ----- | ----- | ----- | ----- | ----- | ----- | ----- | ----- | ----- |
| 2.379 | 2.360 | 2.273 | 2.087 | 1.858 | 1.706 | 1.596 | 1.514 | 1.313 |